# كريس ماثيوز (صحفي)
كريس ماثيوز (بالإنجليزية: Chris Matthews)‏ هو صحفي ومقدم تلفزيوني أمريكي، ولد في 17 ديسمبر 1945 في Somerton, Philadelphia ‏ في الولايات المتحدة.

## وصلات خارجية
- كريس ماثيوز على موقع IMDb (الإنجليزية)
- كريس ماثيوز على موقع الموسوعة البريطانية (الإنجليزية)
- كريس ماثيوز على موقع إن إن دي بي (الإنجليزية)
- كريس ماثيوز على موقع قاعدة بيانات الفيلم (الإنجليزية)